# محمد علي رود (مسلسل)
محمد علي رود مسلسل كويتي، من إخراج مناف عبدال، وتأليف محمد أنور محمد.

## قصة المسلسل
تدور أحداث المسلسل في أربعينات القرن الماضي بين الكويت ومومباي، حيث تتقاطع حكايات البحارة والتجار في أجواء مشوّقة يغلب عليها الطموح والخيانة والصراع على النفوذ. تنكشف أسرار عائلية غامضة تؤثر على مصير بعض الشخصيات، ويقود تهريب الذهب إلى تغيّر موازين القوة بين الشركاء. يظهر أيضاً شاب طموح نشأ يتيماً، يتحمّل مسؤولية عائلته ويشق طريقه في البحر ليصبح مساعد قبطان، دون أن يعلم أن رحلته القادمة ستغيّر مصيره. وبين كل هذه التعقيدات، تنشأ قصة حب بريئة تواجه تحديات الواقع وقسوة القدر بعد حادثة وفاة مفاجئة.

## الممثلون
- سعد الفرج
- محمد المنصور
- هيفاء عادل
- خالد أمين
- فاطمة الحوسني
- بثينة الرئيسي
- حسين المهدي
- عبد الله بهمن
- جاسم النبهان
- زهرة الخرجي
- مي البلوشي
- سميرة الوهيبي
- منى حسين
- حصة النبهان
- سعاد سليمان
- مشاري المجيبل
- عبد الله المسلم
- علي الششتري
- عباس خليفي